# フラワー・ドラム・ソング (映画)
『フラワー・ドラム・ソング』（英語原題：Flower Drum Song）は、1961年に製作・公開されたアメリカ合衆国の映画である。

## 概要
中国系アメリカ人小説家C・Y・リー（黎錦揚）の原作、リチャード・ロジャース作曲、オスカー・ハマースタイン2世作詞による1958年初演のブロードウェイ・ミュージカルの映画化であり、ヘンリー・コスターが監督、ミヨシ・ウメキ（ブロードウェイ初演オリジナルキャスト）やジェームズ・シゲタ、ナンシー・クワンといったアジア系俳優が主要な役を演じている。
2008年にアメリカ国立フィルム登録簿に登録された。

## あらすじ
メイ・リー(ミヨシ・ウメキ)は、ナイトクラブのオーナーであるサミー・フォン(ジャック・スー)との写真結婚のため、父親と共に中国からカリフォルニア州サンフランシスコに密入国する(A Hundred Million Miracles)。しかしサミーは自分の店のショーガールであるリンダ・ロウ(ナンシー・クワン)と交際しており(Fan Tan Fannie)、なんとかしてメイ・リーとの結婚はなかったことにしようとする。メイ・リーはマスター・ワンの家に住むことになり、息子のワン・ター(ジェームズ・シゲタ)を紹介される。メイ・リーとサミー・フォンの破談は思うように進まない。マスター・ワンは義姉妹マダム・リャン(ファニタ・ホール)に、ワン・ターとメイ・リーが自然に恋に落ちるよう工作することを頼む(The Other Generation)。しかしワン・ターは女性らしいリンダに魅了されており(I Enjoy Being a Girl)、デートにこぎつけると、リンダにステディの印となるフラタニティ・バッジをせがまれる。リンダはサミー・フォンを嫉妬させようと画策したのだが、ワン・ターの大学卒業およびマダム・リャンの市民権取得のための課程修了の祝宴において(Chop Suey)、サミー・フォンに計画をかぎつけられる。リンダはほかのクラブの従業員に兄弟の振りをさせ、ワン・ターとの結婚を了承させる。メイ・リーはこれを聞き落胆し、ターとマスター・ワンはこの結婚について口論となる。ターはもう大人なのだから自分のことは自分で決めると主張するが、マスター・ワンはターが大人になったかどうかは自分が決めると主張する。
リンダとワン・ターの結婚を阻止しようとするサミーは、ワン・ターとその家族にリンダがナイトクラブでどのようなショーをしているのかを見せ(Gliding Through My Memoree)、ワン・ターはショックを受ける。動揺したワン・ターは、幼馴染でワン・ターを深く愛する針子のヘレン・チャオ(レイコ・佐藤)と会う。ヘレンは、リンダとの悲惨な失恋で酔っ払ったワン・ターを自分のアパートに連れて帰る。ヘレンは報われない愛を嘆く(Love Look Away)。翌朝、メイ・リーがコートの修繕を頼みにヘレンのもとを訪れると、ワン・ターの服があるのを見つけて悲嘆する。メイ・リーが去った直後に目覚めたワン・ターは、いまだヘレンの気持ちに気付いておらず、家に残ってほしいと願うヘレンを置いて去る。リンダよりもメイ・リーの方が合うと気付いたワン・ターはメイ・リーに会いに行くが、メイ・リーは以前は愛していたがもう愛してはいないとして拒絶する(You Are Beautiful)。メイ・リーと父親はマスター・ワンの家を離れ、サミー・フォンとの結婚を実現させようとする。この時サミーはすでにリンダにプロポーズしていたが、メイ・リーとの契約のため結婚することができない(Don't Marry Me)。サミー・フォンとメイ・リーの結婚式前、ワン・ターはメイ・リーに会いに行き、2人は互いに深く愛 し合っていることに気付く。2人はメイ・リーとサミー・フォンの破談の方法をなんとか考え出す。
結婚を誓う盃を酌み交わす直前、メイ・リーは自分は密入国者のため契約は無効だと宣言する。これによりワン・ターはメイ・リーと結婚することができ、サミーはリンダと結婚することを決心し、その場で合同結婚式となる(A Hundred Million Miracles)。

## キャスト

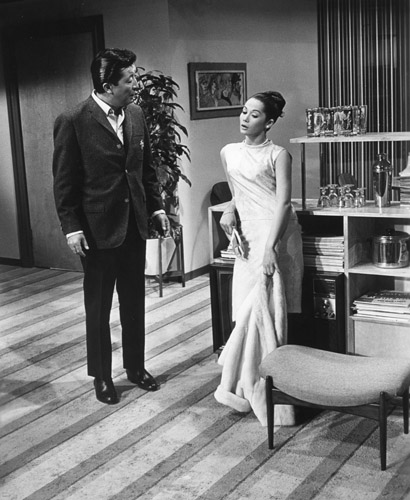
サミー(ジャック・スー)とリンダ(ナンシー・クワン)

- リンダ・ロウ：ナンシー・クワン（歌の吹替：B・J・ベイカー）
- ワン・ター：ジェームズ・シゲタ
- メイ・リー：ミヨシ・ウメキ（ブロードウェイ初演オリジナルキャスト）
- ワン・チーヤン：ベンソン・フォン
- サミー・フォン：ジャック・スー
- マダム・リャン：ファニタ・ホール（ブロードウェイ初演オリジナルキャスト）
- ヘレン・チャオ：レイコ・佐藤（歌の吹替：マリリン・ホーン）
- ワン・サン：パトリック・アディアート
- ハン・リー医師：カム・トン
- フランキー・ウィン：ヴィクター・セン・ユン
- マダム・イェン・フォン：スー・ヨン
- ボーイ長：ジェームズ・ホン

## スタッフ
- 監督：ヘンリー・コスター
- 製作：ロス・ハンター、ジョゼフ・フィールズ
- 脚本：ジョゼフ・フィールズ
- 撮影監督：ラッセル・メティ
- 編集：ミルトン・カラス
- 美術監督：アレクサンダー・ゴリツィン、ジョゼフ・C・ライト
- 装置：ハワード・ブリストル
- 音楽監督：アルフレッド・ニューマン
- 振付：ハーミズ・パン
- 衣裳：アイリーン・シャラフ

## 楽曲
1. "A Hundred Million Miracles" - メイ・リー、カンパニー
2. "Fan Tan Fannie" - リンダ、ショーガール
3. "The Other Generation" - ワン・ター、マダム・リャン、マスター・ワン
4. "I Enjoy Being a Girl" - リンダ
5. "I Am Going To Like It Here" - メイ・リー
6. "Chop Suey" - マダム・リャン、ワン・ター、コーラス
7. "You Be the Rock" - リンダ、マスター・ワン
8. "Grant Avenue" - リンダ、コーラス
9. "Gliding Through My Memoree" - フランキー、ショーガール
10. "Love, Look Away" - ヘレン
11. "You Are Beautiful" - ワン・ター
12. "Sunday" - サミー、リンダ
13. "Don't Marry Me" - サミー、メイ・リー
14. "A Hundred Million Miracles" (リプライズ)/フィナーレ - メイ・リー、リンダ、カンパニー

『フラワー・ドラム・ソング』の音楽からはそれほど多くのヒット曲は生まれなかったが、『I Enjoy Being a Girl 』はドリス・デイ、ペギー・リー、パット・スズキ、Phranc などのアーティストにレコーディングされ、ほかの映画や公演などにも使用されている。サラ・ジェシカ・パーカー出演のギャップのコマーシャルなどパロディも製作されている。YouTubeにはハリー・ポッターや宇宙空母ギャラクティカなどを基にしたパロディが数多く存在する。

## 背景
当時アメリカでは、ダンサーを含むほとんどの出演者をアジア系アメリカ人が占めた映画は珍しかった。歌手のうち2人はアジア系でなく、台詞のある数少ない白人の1人は強盗役であった。ナンシー・クワン、ジェームズ・シゲタ、ベンソン・フォン、ジェームズ・ホン、レイコ・佐藤のほか、オリジナル・ブロードウェイ・ミュージカル版の出演者であるジャック・スー、ミヨシ・ウメキ、ファニタ・ホールが出演した。ただしミュージカル版でフランキー役を演じたジャック・スーは映画版ではサミー・フォン役に配役された。ファニタ・ホールはロジャース&ハマースタインの『南太平洋』の舞台版および映画版で島の原住民のブラッディ・メアリーを演じたアフリカ系アメリカ人女優である。
映画化に際し、様々な変更が行なわれた。ワン・ターの曲『Like a God 』はビート・ポエム調に変更された。リンダ・ロウの歌声は、エルヴィス・プレスリー、フランク・シナトラ、ボビー・ダーリン、ライチャス・ブラザーズ、サム・クックなどと共に活動していた、アジア人ではないスタジオ・シンガーのB・J・ベイカーが吹き替えた。ヘレン・チャオの『Love, Look Away 』はアメリカ人オペラ歌手のマリリン・ホーンが吹き替えた。
サンフランシスコを舞台としているが、実際にサンフランシスコで撮影されたシーンは数少ない。リンダとワン・ターのツインピークスでのシーンでもクワンもシゲタも現地には行っておらず、代役が乗った車を遠くから撮影していた。車内のアップのシーンはハリウッドにあるユニバーサル・スタジオにおいて、ツインピークスの映像を後ろのスクリーンに映して撮影された。
サンフランシスコの水彩画家ドン・キングマンがオープニング・タイトルを描いた。
ハーミズ・パンが振付を担当した。

## 受賞歴
第34回アカデミー賞:
- アカデミー美術賞（カラー）：アレクサンダー・ゴリツィン、ジョゼフ・C・ライト、ハワード・ブリストル – ノミネート
- アカデミー撮影賞（カラー）：ラッセル・メティ – ノミネート
- アカデミー衣裳デザイン賞（カラー）：アイリーン・シャラフ – ノミネート
- アカデミー作曲賞（ミュージカル編曲）：アルフレッド・ニューマン、ケン・ダービー – ノミネート
- アカデミー録音賞：ウォルドン・O・ワトソン – ノミネート

第19回ゴールデングローブ賞
- ゴールデングローブ賞 作品賞 (ミュージカル・コメディ部門) – ノミネート
- ゴールデングローブ賞 主演女優賞 (ミュージカル・コメディ部門)：ミヨシ・ウメキ – ノミネート

アメリカン・フィルム・インスティチュート:
- 2002年: 情熱的な映画ベスト100 – ノミネート[5]
- 2004年: アメリカ映画主題歌ベスト100:
  - "I Enjoy Being a Girl" – ノミネート[6]